# 西娜·席爾克
西娜·席爾克（德語：Sina Schielke，1981年5月19日—）是一名前德國短跑運動員。她的個人最好成績是100米賽跑11.16秒、200米賽跑22.78秒、室內60米跑7.19秒。
席爾克在2000年世界青年田徑錦標賽的200米比賽上獲得了銀牌，並在德國4×100米接力賽跑中獲得了金牌。當德國在慕尼黑舉辦的2002年歐洲田徑錦標賽上獲得第二名時，席爾克又獲得了另一張獎牌。

## 外部連結
- 官方网站 （德語）
- 西娜·席爾克在的頁面
- 西娜·席爾克在sports-reference.com上的資料